# Edma Trimolet
Pour les articles homonymes, voir Trimolet.
Edma Trimolet est une artiste peintre française, née Louise Agathe Edme Saunier le 12 octobre 1802 à Lyon et morte le 2 septembre 1878 à Saint-Martin-sous-Montaigu (Saône-et-Loire).

## Biographie

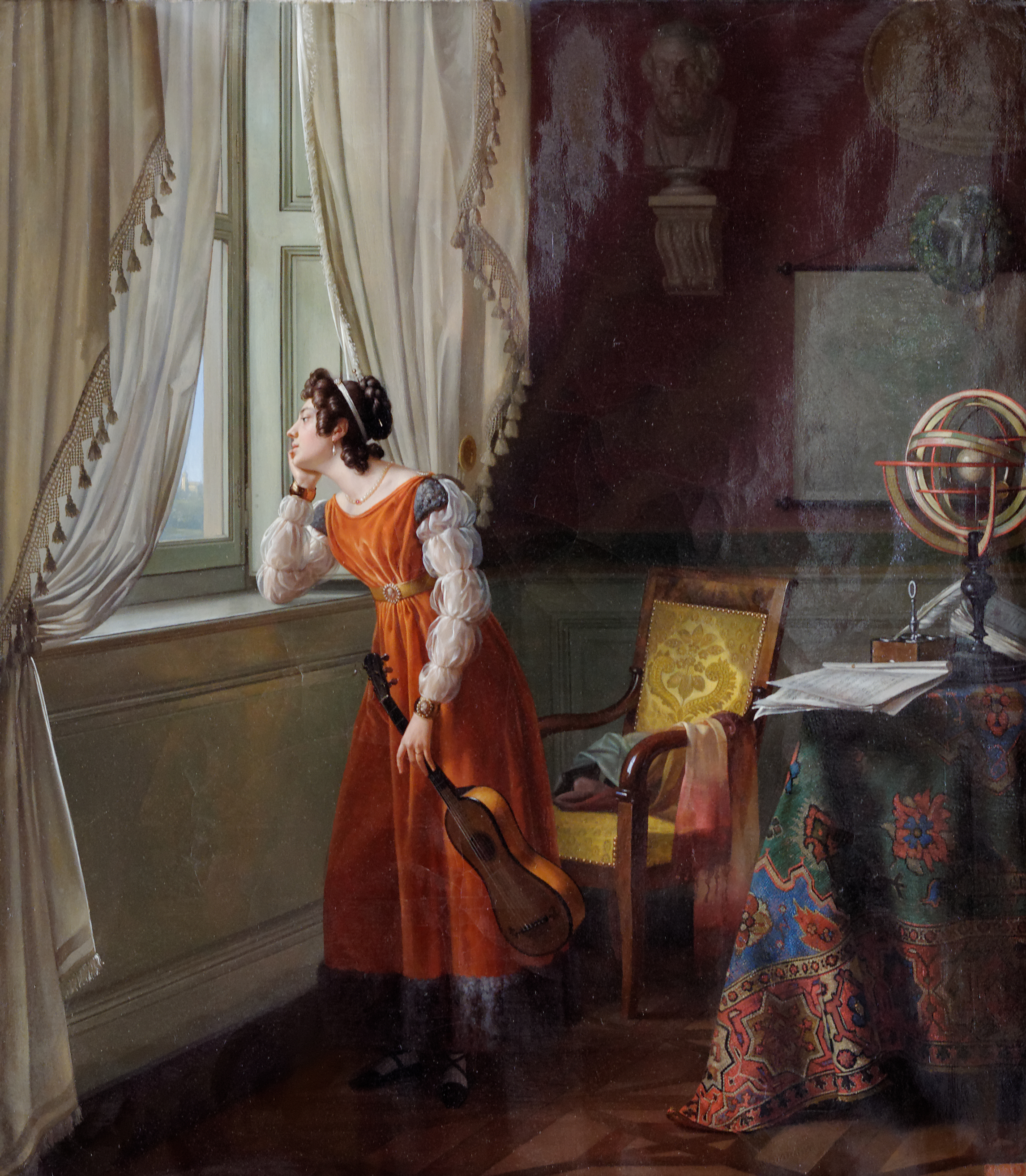
La Rêverie, 1827

Née Saulnier, Edma Trimolet était l'épouse et l'élève du peintre lyonnais Anthelme Trimolet. Sous l'influence de ce dernier elle privilégia les scènes de genre et d'intérieur marquées par le style troubadour qui s'épanouit dès la première moitié du XIXe siècle au sein de l’École de peinture lyonnaise.
La remarquable collection de peinture et d'objets d'art, réunie par le couple à partir de 1825, fut léguée au musée des Beaux-Arts de Dijon en 1878, avec des œuvres des deux artistes. En son sein se trouvait notamment le Portrait de femme de Lorenzo Lotto.